# In a Moment
In a Moment è un singolo del gruppo rock gallese Stereophonics, pubblicato nel 2012 ed estratto dal loro album in studio Graffiti on the Train.

## Tracce
- CD (Promo)

1. In a Moment (Radio edit) – 4:22
2. In a Moment (Album version) – 5:25
3. In a Moment (Instrumental) – 5:24

- 10" (vinile)

1. In a Moment – 5:26

## Formazione
- Kelly Jones – voce, chitarra
- Richard Jones – basso
- Adam Zindani – chitarra, cori
- Javier Weyler – batteria